# Microtralia alba
Microtralia alba is een slakkensoort uit de familie van de Ellobiidae. De wetenschappelijke naam van de soort is voor het eerst geldig gepubliceerd in 1865 door Gassies.